# Takuya Haneda
Pour les articles homonymes, voir Haneda.
Takuya Haneda (羽根田 卓也, Haneda Takuya) est un céiste japonais né le 17 juillet 1987 à Toyota. Il a remporté la médaille de bronze en C1 aux Jeux olympiques d'été de 2016 à Rio de Janeiro.

## Palmarès

### Jeux olympiques
- 2016 à Rio de Janeiro,  Brésil
  -  Médaille de bronze en C1